# Ultraibolya és Fekete Skorpió
Az Ultraibolya és Fekete Skorpió (eredeti cím: Ultra Violet & Black Scorpion) 2022-es amerikai szuperhős sorozat, amelyet Dan Hernandez, Benji Samit, Leo Chu és Eric S. Garcia alkotott. A főbb szerepekben Scarlett Estevez, J.R. Villarreal, Marianna Burelli, Juan Alfonso, Brandon Rossel, Zelia Ankrum és Bryan Blanco látható.
Amerikában 2022. június 3-án mutatta be a Disney Channel. Magyarországon még nem mutatták be, de külföldön elérhető magyar szinkronnal a Disney+-on.
2022. november 18-án bejelentették, hogy a sorozatot egy évad után kaszálták.

## Ismertető
13 éves Violet Rodriguez, akit bátyja, Santiago Rodriguez folyamatosan háttérbe szorít. Egy nap egy varázslatos Luchador-maszk választja ki őt, hogy ő legyen a viselője. Amikor felveszi, Violet szuperhőssé válik, aki szupersebességgel rendelkezik. Együttműködésre szorulva a Luchador szuperhős, Fekete Skorpió nyomába ered, és rájön, hogy ő Violet nagybátyja, Cruz. Mivel mindketten ismerik egymás titkait, Cruz beleegyezik, hogy Violet-et kiképezze, és a nyomdokaiba lépjen.

## Szereplők

### Főszereplők
| Szereplők                        | Színész          | Magyar hang     | Leírás |
| -------------------------------- | ---------------- | --------------- | --- |
| Violet Rodriguez / Ultraibolya   | Scarlett Estevez | Engel-Iván Lili | 13 éves lány, akit egy mágikus Luchador maszk választ ki, amely szuperhőssé változtatja őt. |
| Cruz De la Vega / Fekete Skorpió | J.R. Villarreal  | Pál Tamás       | Violet anyai nagybátyja és a szuperhős mentora, aki egy birkózóterem tulajdonosa, és titokban harcol a bűnözés ellen, ahol szupererővel és az árnyékokon át teleportáló képességgel rendelkezik. |
| Nina Rodriguez                   | Marianna Burelli | Wégner Judit    | Violet és Tiago édesanyja és Cruz nővére, aki a Dolores Huerta Középiskola igazgatója.. |
| Juan Carlos Rodriguez            | Juan Alfonso     | Varga Rókus     | Violet és Tiago apja, aki nagy lucha libre rajongó. |
| Santiago "Tiago" Rodriguez       | Brandon Rossel   | Czető Roland    | Violet túlhajszolt bátyja. |
| Maya Miller-Martinez             | Zelia Ankrum     | Hegedűs Johanna | Violet legjobb barátja és bizalmasa, akinek Violet mesél a maszkról és a titkos személyazonosságról.                                                                                             |
| Luis León                        | Bryan Blanco     |                 | Antiszociális teremőr a Dolores Huerta középiskolában és egy pletyka blogger, aki le akarja leplezni Ultraibolyát.                                                                               |

### Mellékszereplők
| Szereplők       | Színész      | Magyar hang | Leírás |
| --------------- | ------------ | ----------- | --- |
| Catalina Rivera | Lorena Jorge |             | A Dolores Huerta Középiskola iskolai tanácsadója és Cruz szerelmi érdeklődése, aki titokban a Cascada néven ismert, maszkos antihős, aki az anyagiakkal foglalkozik. |

### Magyar változat
- Bemondó: Schmidt Andrea
- Magyar szöveg: Boros Karina
- Hangmérnök: Tóth Anna
- Vágó: Schuták László
- Gyártásvezető: Rába Ildikó
- Szinkronrendező: Dobay Brigitta
- Produkciós vezető: Orosz Katalin

A szinkront az SDI Media Hungary készítette.

## Epizódok
| #   | #   | Eredeti cím                          | Magyar cím | Rendezte                    | Írta                                                                                    | Eredeti premier    | Magyar premier |
| --- | --- | ------------------------------------ | ---------- | --------------------------- | --------------------------------------------------------------------------------------- | ------------------ | -------------- |
| 1.  | 1.  | The Violet Behind the Ultra          |            | Adam Stein éd Zach Lipovsky | Dan Hernandez és Benji Samit                                                            | 2022. június 3.    |                |
| 2.  | 2.  | You Like Me! You Really Like Me!     |            | Alberto Belli               | Ray Lancon                                                                              | 2022. június 3.    |                |
| 3.  | 3.  | Lucha Royale                         |            | Nancy Hower                 | Stephen Reyes                                                                           | 2022. június 10.   |                |
| 4.  | 4.  | Sleepover Showdown                   |            | Nancy Hower                 | Desirée Proctor és Erica Harrell                                                        | 2022. június 17.   |                |
| 5.  | 5.  | The Legend of the Twelve Masks       |            | Joe Lynch                   | Nelson Soler                                                                            | 2022. június 24.   |                |
| 6.  | 6.  | ¡Chisme! ¡Chisme! Read All About It! |            | Joe Lynch                   | Zoe Kanters és Daniel Weingarten                                                        | 2022. július 1.    |                |
| 7.  | 7.  | Ultra Matchmaker                     |            | Leslie Kolins Small         | Lisa Kyonga Parsons                                                                     | 2022. július 8.    |                |
| 8.  | 8.  | Ultra Violet Unmasked                |            | Leslie Kolins Small         | Desirée Proctor és Erica Harrell                                                        | 2022. július 15.   |                |
| 9.  | 9.  | Cascada                              |            | Joe Nussbaum                | Ray Lancon                                                                              | 2022. július 22.   |                |
| 10. | 10. | Lucha Rules!                         |            | Joe Nussbaum                | Desirée Proctor és Erica Harrell                                                        | 2022. július 29.   |                |
| 11. | 11. | Ultra Friend, Ultra Flake            |            | Daniella Eisman             | Zoe Kanters és Daniel Weingarten                                                        | 2022. október 7.   |                |
| 12. | 12. | Forgive Me Not                       |            | Daniella Eisman             | Ray Lancon                                                                              | 2022. október 14.  |                |
| 13. | 13. | Highkey Anxiety                      |            | Nimisha Mukerji             | Stephen Reyes                                                                           | 2022. október 21.  |                |
| 14. | 14. | Luis León Won't Go Home              |            | Nimisha Mukerji             | Zoe Kanters és Daniel Weingarten                                                        | 2022. október 28.  |                |
| 15. | 15. | Unleash the Cape                     |            | Marvin Lemus                | Leo Chu és Eric S. Garcia                                                               | 2022. november 4.  |                |
| 16. | 16. | Ultra Violet vs. Black Scorpion      |            | Joe Nussbaum                | Nelson Soler, Lisa Kyonga Parsons, Sandra Hamada, Nathan Frizzell és Timothy K. Papciak | 2022. november 11. |                |

## A sorozat készítése
2020. január 21-én a Disney Channel megrendelte az Ultra Violet & Blue Demon című sorozat bevezető részét. Dan Hernandez és Benji Samit a sorozat vezető producerei. Blue Demon Jr. szintén vezető producerként lett kijelölve. Az első epizódot Alejandro Damiani rendezte volna. 2021. augusztus 2-án bejelentették, hogy J. R. Villareal csatlakozott a sorozathoz, amelynek címét Ultraibolya és Fekete Skorpióra módosították. Ezután kiderült, hogy Blue Demon Jr. már nem vesz részt a sorozatban. A sorozatot New Orleansban forgatták.